# Сєверний (Звіриноголовський округ)
Сє́верний (рос. Северный) — присілок у складі Звіриноголовського округу Курганської області, Росія.
Населення — 41 особа (2010, 95 у 2002).
Національний склад станом на 2002 рік:
- казахи — 75 %